# Camelot 3000
Camelot 3000 é uma história em quadrinhos escrita por Mike W. Barr e com a arte de Brian Bolland, e publicada pela DC Comics entre 1982 e 1985, como seu primeiro projeto a estabelecer as chamadas maxisséries, e também sendo uma das pioneiras a ser comercializada exclusivamente no mercado direto.
O enredo baseia-se na lenda do Rei Artur, reencarnado no ano 3000, tendo que lidar com uma invasão alienígena. Mike W. Barr e Brian Bolland receberam reconhecimento por Camelot 3000, incluindo uma nomeação para o Jack Kirby Award por melhor minissérie em 1985.

## Enredo
A história mostra as aventuras do Rei Arthur, Merlin e os reencarnados Cavaleiros da Távola Redonda, ressurgidos no mundo futurístico de 3000 para lutar contra uma invasão alienígena comandada por ninguém menos que Morgana Le Fay.
Arthur, Guinevere, e Lancelot são apresentados mais ou menos tradicionalmente como um condenado triângulo amoroso. Sir Galahad é transformado de cavaleiro cristão em samurai e devotado aos ensinamentos do bushido. Sir Percival, é geneticamente alterado em um monstruoso gigante, mas que mantém a personalidade gentil. Sir Gawayn, sobrinho de Arthur, reencarna como um policial e pai de família sul-africano. Sir Kay revela que sua principal característica está no fato de reduzir as tensões entre os membros da corte de Arthur, fazendo-os se unirem em uma mútua antipatia por ele. Mordred é o filho de Morgana Le Fay (embora seja enganado por ela e não tome conhecimento disso).
O tratamento mais original no trabalho dos personagens arturianos reside na figura de Sir Tristão, que inesperadamente reencarna em uma mulher. Sua transformação o força a reexaminar seus conceitos pré-concebidos além de sua própria sexualidade. Seu relacionamento com Isolda é testado pela sua nova identidade, porém seu amor triunfa e as duas se tornam amantes.

## Publicação no Brasil
Camelot 3000 foi publicado pela primeira vez no Brasil pela Editora Abril entre 1984 e 1985 nas revistas SuperAmigos e Batman.
Entre setembro e dezembro de 1988, a Editora Abril republicou em revista própria como minissérie de 4 partes.
Foi republicada pela Mythos Editora, no ano de 2005, em edição única. Em setembro de 2010, a Editora Panini lança um encadernado de luxo capa dura, reunindo a minissérie completa em 320 páginas.